# 감속기
감속기는 모터의 회전속도를 줄여 토크를 증폭시킬 수 있는 일종의 기계적 에너지 변환장치이다. 특히 구동축과 피동축을 동심으로 하는 동축 감속기는 로봇, 공작기계, 자동차, 항공기 등 다양한 제품의 핵심부품으로 사용된다. 대표적인 동축 감속기로는 하모닉 감속기, 유성기어 감속기, 사이크로 감속기 등이 있다. 유성기어 감속기는 Sun Gear, Planetary Gear, Internal Gear로 구성되며 백래시에 따라 정밀급, 보통급이 있으며, 서보모터와 직결되어 산업 현장에 많이 사용된다. 단위 체적당 동력전달 비율이 매우 커서 같은 크기의 기어 감속기 대비 큰 동력을 전달할 수 있다. 사이크로 감속기는 시아클로이드 치형의 기어를 이용한 감속기로 초 고감속과 초고토크 용도에 사용된다. 뛰어난 내구성을 갖고 있어, 산업계 중장비 등에 사용된다. 하모닉 감속기는 탄성체의 휨을 이용하여 유성치차의 물림을 원리로 하며 감속비가 크고 백래시가 거의 없어 고강성, 고출력 기계장치의 소형화에 유리하여, 초정밀 위치기구, 다관절 로봇의 축 구동부에 주로 사용된다.
1. ↑  “감속기의 원리와 종류”.